# Osteuropa-Institut (Regensburg)
Das Osteuropa-Institut (OEI) war eine 1952 gegründete Forschungseinrichtung mit einer wirtschaftswissenschaftlichen und einer historischen Abteilung sowie einer wissenschaftlichen Spezialbibliothek, das sich der Erforschung Osteuropas widmete. Im Wissenschaftszentrum Ost- und Südosteuropa Regensburg kooperierte es mit dem Institut für Ostrecht, dem Südost-Institut und dem Ungarischen Institut.
2012 ging das OEI im neu gegründeten Institut für Ost- und Südosteuropaforschung auf.

## Aufgaben
Das Osteuropa-Institut erforschte und informierte über die Entwicklungen Polens und der Staaten der ehemaligen Sowjetunion, vor allem auch der Ukraine. Es wurde von einer Stiftung zur Erforschung des östlichen Europa getragen und vom Bayerischen Staatsministerium für Wissenschaft, Forschung und Kunst grundfinanziert. Über die Leiter der Arbeitsbereiche kooperierte es eng mit den Universitäten Regensburg und München.

## Geschichte
Am 1. Februar 1952 wurde in München das Osteuropa-Institut, das sich in der Tradition des gleichnamigen Instituts in Breslau verstand, gegründet. Einen erheblichen Anteil an der Begründung der Münchner Osteuropaforschung nach 1945 hatte Theodor Oberländer. Der erste Direktor Hans Koch begleitete den damaligen Bundeskanzler Adenauer auf dessen Moskau-Reise. Das zunächst eher geschichtswissenschaftlich geprägte Institut richtete sich ab 1963 unter seinem neuen Direktor Hans Raupach sozioökonomisch aus. Zusammen mit anderen Institutionen wurde ein Aufbaustudium organisiert. Seit den 1970er Jahren wuchs die Zahl der Forschungsaufträge, die vor allem das Bundeswirtschaftsministerium dem Institut erteilte. Mit den Revolutionen im Jahr 1989 in Zentral- und Osteuropa und dem gleichzeitigen Zerfall der Sowjetunion entstand eine neue Nachfrage an Gutachten zu den dortigen Volkswirtschaften. Dies endete jedoch mit dem Beitritt der ostmitteleuropäischen Staaten zur Europäischen Union 2004. Seitdem standen in erster Linie die Länder Zentralasiens im Fokus der am Institut betriebenen Transformationsforschung. Im September 2007 zog das Institut aufgrund eines Beschlusses des bayerischen Ministerrats aus dem Jahr 2002 von München nach Regensburg. Am 1. Januar 2012 ging es im neu gegründeten Institut für Ost- und Südosteuropaforschung auf. Das für die Geschichte der deutschen Osteuropaforschung bedeutende Archiv des Osteuropa-Instituts (das außer den Dienstakten auch Unterlagen des ersten Direktors Hans Koch und des langjährigen Bibliotheksleiters Otto Böss umfasst) ist im Bayerischen Hauptstaatsarchiv in München für die Forschung zugänglich.

## Direktoren
- 1952–1959: Hans Koch
- 1960–1963: Georg Stadtmüller
- 1963–1975: Hans Raupach
- 1975–2001: Günter Hedtkamp
- 2001–2005: Lutz Hoffmann
- 2005–2007: Joachim Möller
- 2007–2011: Jürgen Jerger

## Arbeitsbereiche
Der Arbeitsbereich Wirtschaft, Migration und Integration beschäftigte sich mit den Schwerpunkten Technologie und Außenhandel, Arbeitsmarkt- und Sozialpolitik, Zentralasien sowie Migration und Integration. Zur Finanzierung einiger Projekte konnten Drittmittel eingeworben werden.
Im Arbeitsbereich Geschichte widmeten sich Projekte der Geschichte der Ukraine, Deutschland mit seinen Regionen und das östliche Europa und dem russischen Mittelalter. Außerdem gehörte die Abteilung zu den Trägern der Virtuellen Fachbibliothek Osteuropa (ViFaOst).
Für die ViFaOst wertete die Bibliothek laufend 250 Fachzeitschriften aus. Mit knapp 180.000 Bänden gehörte sie zu den führenden Bibliotheken der internationalen Osteuropaforschung. Sie kooperierte als größter Partner in der Bibliothek im Wissenschaftszentrum.

## Publikationen
Zu der umfangreichen Publikationstätigkeit des Instituts zählten:

### Zeitschriften
- Jahrbücher für Geschichte Osteuropas – Geschichtswissenschaftliche Zeitschrift (N.F. 1953 ff., vierteljährlich – Digitalisats älterer Jahrgänge)
- Economic Systems (1970 ff., gegr. als Jahrbuch der Wirtschaft Osteuropas, vierteljährlich)
- OEI-Informationen (2007 ff., vierteljährlich)

### Reihen
- Veröffentlichungen des Osteuropa-Instituts: Reihe Geschichte (1953 ff., 71 Bände)
- Veröffentlichungen des Osteuropa-Instituts: Reihe Wirtschaft und Gesellschaft (1957–2003, 25 Bände)
- Schriften zur Geistesgeschichte des östlichen Europa (1967 ff., 29 Bände)
- Arbeiten aus dem Osteuropa-Institut (Working papers) (1975 ff., bislang 269 Hefte)
- Mitteilungen (1994, 58 Hefte)
- Veröffentlichungen des Osteuropa-Instituts: Reihe Forschungen zum Ostseeraum (1995 ff., 9 Bände)
- Kurzanalysen und Informationen / Wirtschaftswissenschaftliche Abteilung (2002 ff., 33 Hefte)
- Kurzanalysen und Informationen / Historische Abteilung (2002 ff., 35 Hefte)